# Orco
Orco es la deformación de un término, proveniente del inglés antiguo, que se refería a numerosos monstruos de la mitología celta. La existencia de estas criaturas fue inventada para dar explicación a los hechos de sangre y asaltos acaecidos en los campos y bosques. En español la palabra ha evolucionado como «ogro». En la mitología romana la palabra Orco (Orcus en latín) es sinónimo de inframundo y, en ocasiones, también es el nombre de un gigante hijo del dios Plutón. La palabra castellana derivada del latín es huerco. 
J. R. R. Tolkien fue el primero en utilizar la palabra orc («orco») para designar un tipo concreto de ser humanoide, de aspecto desagradable y actitud agresiva. Este tipo de «orco» proveniente de las obras El hobbit (donde Tolkien usa la palabra goblin, tradicionalmente traducida en castellano por «trasgo») y El Señor de los Anillos (donde Tolkien ya usa la palabra orc, traducida en castellano por «orco») es el que ha sido adoptado por las ambientaciones modernas de fantasía.
Posteriormente, se ha dado un abundante uso de esta criatura tanto en la literatura fantástica como en los juegos de rol, así como en los derivados de ambos.

## Características comunes en la literatura y en los juegos de rol

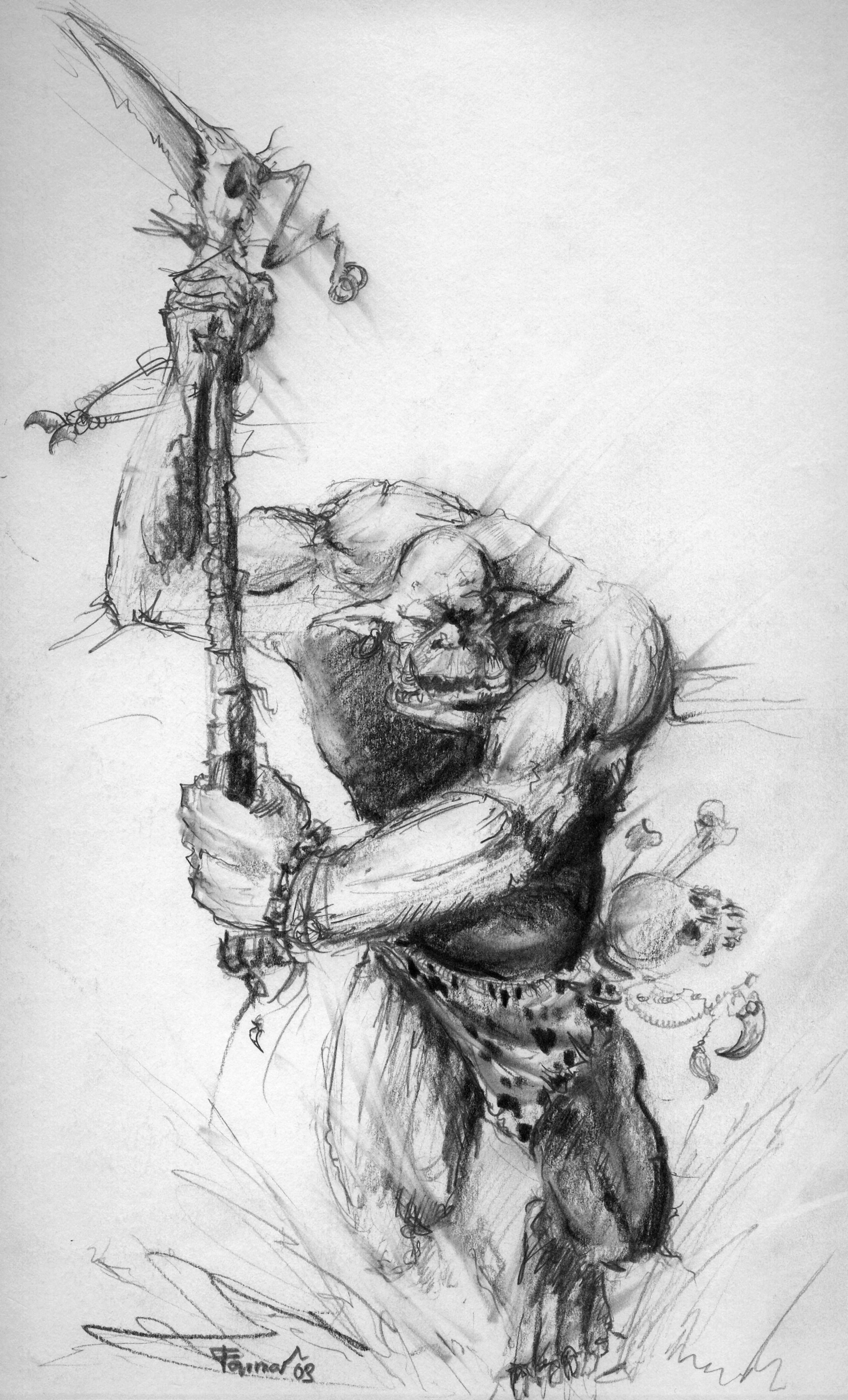
Orco salvaje (ilustración de farmerownia).

Son seres o monstruos antropomorfos cuya piel suele tener tonos verdosos. Otras características que poseen de manera universal (sobre todo en juegos de rol tales como Dungeons & Dragons, El Señor de los Anillos o Aventuras en la Marca del Este) son:
- Un orco pequeño iguala en altura a un humano, y es mucho más ancho y de constitución más fuerte. Este rasgo, sin embargo, no es totalmente universal, ya que por ejemplo en las obras de Tolkien los orcos comunes son más pequeños que los humanos y más débiles, similares a los goblins mencionados más abajo.
- Sus ojos poseen un resplandor rojizo que brilla en la oscuridad.
- Poseen una mandíbula inferior prominente, siendo frecuente encontrar individuos de la especie con unos grandes colmillos inferiores visibles incluso con la boca cerrada, notándose esto en el juego de rol Warcraft donde son visibles sus colmillos .
- El lenguaje de los orcos suele ser muy pobre, basado principalmente en gruñidos y voces profundas. Los orcos no suelen hablar demasiado.
- Son muy antihigiénicos. Se alimentan de cualquier carne, casi sin importarles el estado de la misma. Algunos orcos son dados al canibalismo (el consumo de carne de otros orcos). También pueden devorar carne humana o de cualquier enemigo al que derroten.
- Sus campamentos suelen ser pobres y caóticos, similares a los de poblaciones primitivas. Fabrican armas y herramientas sencillas. A menudo, las tribus orcas se reúnen y emigran en grandes hordas, como ocurre por ejemplo en las ¡Waaagh! del juego Warhammer Fantasy, o con la Horda de Warcraft, con el objetivo de participar en una guerra.
- Se dice que los orcos viven para combatir. Tienen poca inteligencia, pero poseen cierto tipo de astucia. En el juego de miniaturas  Warhammer 40.000 , los orcos utilizan tecnología robada a otros ejércitos y adaptada a su uso.
- Son de carácter hosco, envidian la sensación de bienestar de todo aquel que sea capaz de sentirse de ese modo y odian por encima de todas las cosas a los elfos ya que los hacen culpables de la forma de vida orca. Esta es la razón de que en su mayoría sean diabólicos.
- Los parientes menores de los orcos, los goblins, son de tamaño más pequeño que los orcos, les siguen, siempre deseosos de servirles y de aprovechar sus despojos. Suelen aliarse con criaturas igual de brutas como los ogros, los troles y los gigantes.
- En ocasiones suelen presentar alguna malformación en el cuerpo, como por ejemplo el colmillo fantástico de Maren.
- A pesar de su naturaleza salvaje y violenta, los orcos siempre trabajan en equipo, siendo casi imposible ver a un orco viajando y/o luchando en solitario.

Según la enciclopedia de seres mágicos, los orcos, al igual que los goblins, son una raza estrechamente emparentada con el Homo kobalis (trasgo), muy célebres por su estupidez e inmoralidad, y por sus depravados apetitos. Estos atributos los sitúan entre los homínidos más desagradables de la mitología.
La sociedad orca está estructurada en clanes o tribus, siendo siempre el miembro más fuerte de entre todos el que gobierna tal clan, el jefe tribal, guiado por chamanes. La fuerza bruta suele ser siempre el factor decisivo en cuestiones de disputa, lo cual, junto al carácter territorial de estos, suele ser motivo de frecuentes enfrentamientos entre tribus rivales orcas o con tribus goblinoides las cuales suelen compartir las mismas zonas de caza. Dado su carácter hosco y belicoso suelen hacer incursiones a poblaciones humanas a las que tratan sin ninguna clase de misericordia, o a luchar por la ocupación de otra zona poseída por otro clan. 
Debido a su constitución fuerte, la inmensa mayoría de los orcos son guerreros formidables, con una resistencia al dolor sobrehumana, los cuales, mediante el uso de armas en su mayoría rudimentarias y el uso de toscas armaduras, y basándose en ataques en grupo, son capaces de abatir a quienes osen plantarles cara. Sin embargo, sienten aversión al sol, por lo cual sus ataques suelen ser nocturnos.
La inteligencia no es uno de sus cualidades más notorias, lo cual hace que se conviertan en guerreros (o más comúnmente en bárbaros, pues no todos pueden asimilar la técnica y disciplina de combate de un guerrero), si bien esta deficiencia de intelecto la intentan suplir con una ferocidad increíble. No obstante, es habitual que en cada tribu haya algún chamán con conocimientos de magia chamánica, invocando el poder de sus brutales dioses.
Su escasa inteligencia hace que otras razas los engañen y se aprovechen de ellos. Resulta fácil manipularles, especialmente prometiéndoles beneficios. Pero si estos descubren que han sido engañados u estafados, los manipuladores pueden darse por muertos.

## Orcos en la Tierra Media
En lo que se refiere a la Tierra Media, el mundo creado por J. R. R. Tolkien, el autor menciona distintos orígenes posibles para los orcos, sin llegar a decantarse por ninguno de ellos. Así, los orcos serían diferentes criaturas como animales, hombres o elfos, que habrían sido largamente corrompidos por Melkor. Algunos, los más antiguos o de más alto rango, podrían haber sido maiar malvados. En la traducción al castellano también se les llama trasgos (goblin en inglés, ya que en el universo de Tolkien ambas criaturas son básicamente la misma). En El Señor de los Anillos hay principalmente cuatro tipos de orco, cada uno con sus diferentes variantes, aunque una cosa que tienen en común es que su sangre es negra y que mayoría de veces se alimentan con carne humana.
Tipos de orcos:
- Trasgos: versión cavernícola de los orcos, más enclenques que sus parientes de la superficie y más parecidos por aspecto y actitud (son extremadamente cobardes) a los goblins de otros universos fantásticos.

- Orcos comunes: forman las hordas de Sauron y Saruman. Son mucho más irregulares que los orcos de otros universos y pueden variar enormemente en tamaños y deformaciones, pero en general son de piel gris o parduzca, grandes dientes y caminan encorvados. Les desagrada la luz solar,[3] pero Sauron invoca nubes de tormenta para que tapen el sol y luchen a pleno rendimiento. Son sucios e indisciplinados, pero las bien equipadas huestes de Minas Morgul contradicen esta norma.

- Uruk-Hai: son una versión de mayor tamaño de los orcos, y fueron creados por Sauron en algún momento de la Tercera Edad, y vistos por primera vez en 2475 TE, cuando devastaron Ithilien y se apoderaron de Osgiliath. Saruman descubrió también un método propio para crearlos. Son una especie mejorada a partir de los orcos comunes. Al contrario que los orcos comunes, estos caminan más erguidos, son algo más inteligentes y consideran al sol como a un enemigo más al que abatir, pero no como una molestia. Son más grandes y fieros que el resto de orcos, con una tez más oscura, y también mejor equipados. Encabezaron el asedio del Abismo de Helm y los combates más sangrientos en Osgiliath.

- Semiorcos: cruce entre orco y humano. Se desconoce la forma en que se reproducen los orcos, pues Tolkien nunca menciona la existencia de mujeres orcas, así como tampoco de orcos infantes. Cuando se afirma que existen cruces entre orcos con humanos y trasgos tampoco se especifica si este cruce se hizo de manera sexual o de alguna otra forma más sobrenatural.

### Orcos buenos
En La Tierra Media: Sombras de Mordor, Celebrimbor traiciona a Sauron y huye de Mordor con el Único, por el camino va liberando a grupos de orcos del dominio de Sauron, jurándole lealtad. En la batalla final entre Celebrimbor, el Señor Luminoso y Sauron, el Señor Oscuro, se puede ver el equipamiento del ejército orco del elfo.
Celebrimbor, convertido ya en fantasma, se une a Talion, para que cumpla su venganza contra los Capitanes Negros (La Torre, El Martillo y Mano Negra). Talion libera a Ratbag (soldado orco) a cambio de que le ayude, Ratbag aunque se mete en líos, siempre cumple palabra y consigue para Talión un ejército orco, siendo él el caudillo. En la misión de destruir el monumento a Sauron, El Martillo se encarga de averiguar el porqué, Ratbag, contrario al común carácter traicionero orco, no delata a Talión, perdiendo la vida, aunque proporciona a Talión y al Señor Luminoso un nuevo ejército para luchar contra Sauron y sus esbirros.

## Orcos enWarcraft

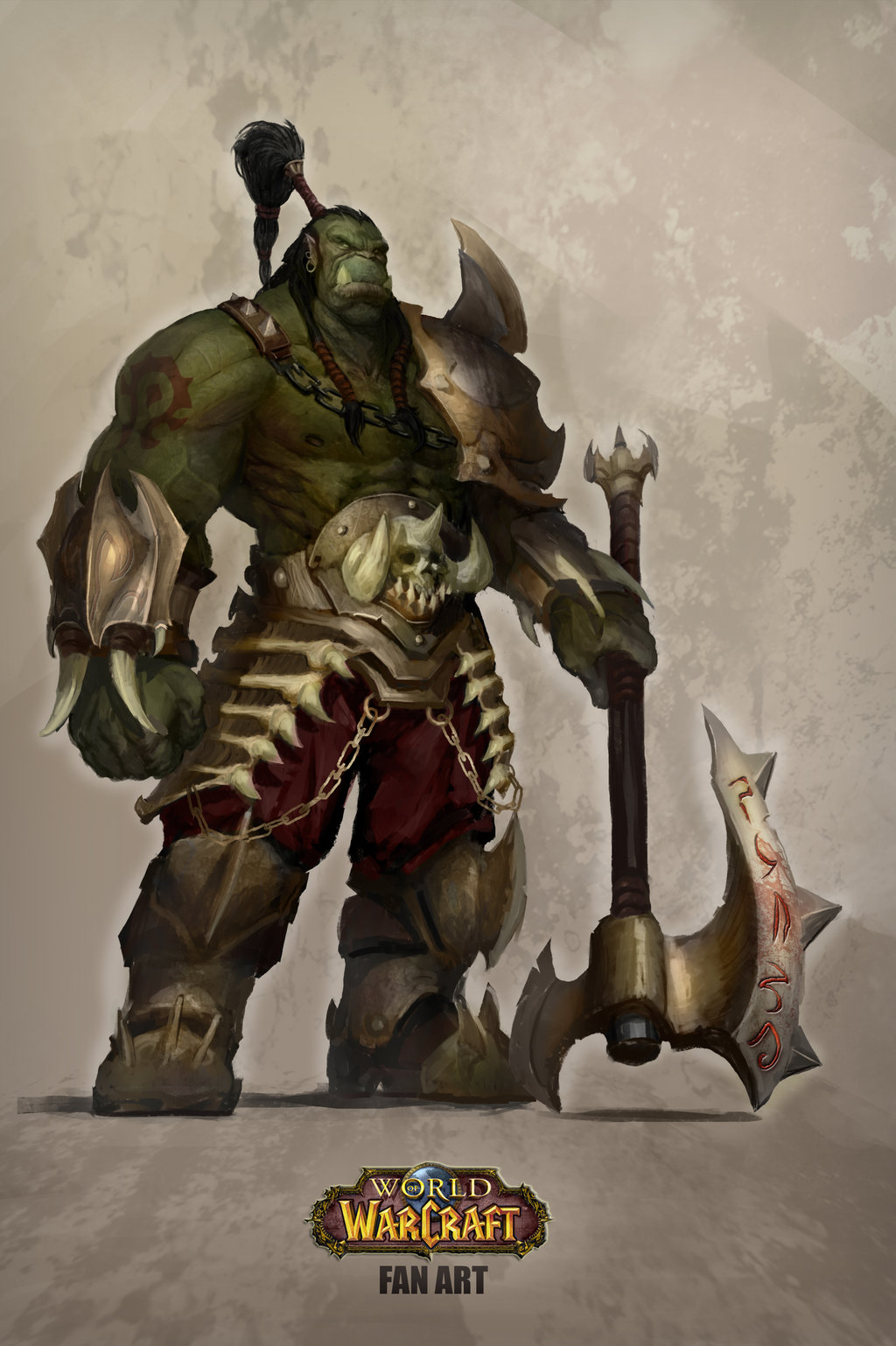
Un orco de Warcraft
(fanart de Lucas Salcedo).

En el universo de Warcraft, los orcos son una raza proveniente de Draenor, la cual llegó al mundo de Azeroth a través de un portal mágico, abierto por el corrompido hechicero Medivh. En la saga de juegos de Warcraft, los orcos son caracterizados como humanoides fornidos de piel verde o marrón, con rasgos prominentes y colmillos inferiores que emergen de la mandíbula. En su mundo, fueron inducidos por los poderes demoníacos y poseídos al beber de la sangre de un demonio, el señor del foso Mannoroth. En las tierras de Azeroth se enfrentaron a los humanos y comenzaron una era de caos al destruir la ciudad humana de Ventormenta. Después de dos grandes guerras, los orcos fueron liberados del control demoníaco cuando un nuevo jefe de la Horda, Thrall hijo de Durotan, unificó todos los clanes y fundó en el continente de Kalimdor una nueva patria de nombre Durotar, en honor su padre.
A diferencia de los orcos del resto de los juegos de rol, los orcos del mundo de Warcraft son presentados en una luz más positiva y neutral: poseen una organización menos primitiva y belicosa, que busca un espacio donde vivir en paz y volver a sus orígenes chamánicos y resucitar su cultura antes de la corrupción, no siendo problema encontrar en ellos una cultura y moral avanzada.
También, en este juego los goblins aparecen como una raza diferente de los orcos, caracterizada por seres ingeniosos e inteligentes capaces de crear máquinas y objetos, para venderlos al mejor postor.

## Orcos enWarhammer

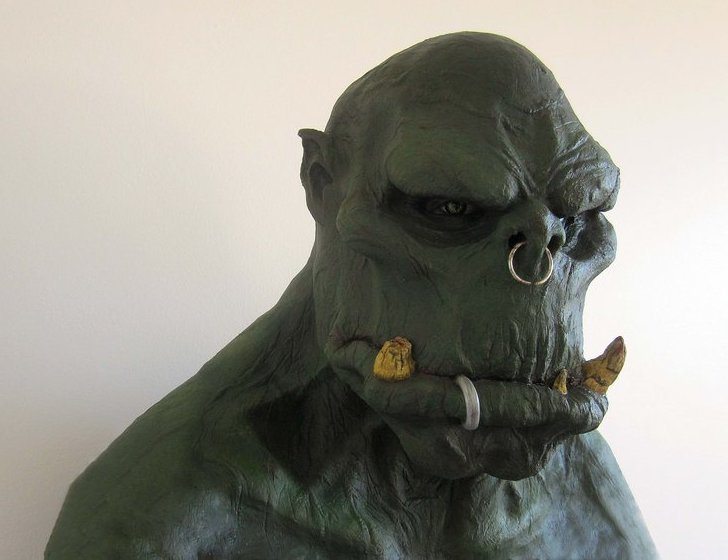
Una máscara de orco en Warhammer
(fanart de Cornel Zueger).

También aparecen en los juegos y literatura de los universos ficticios Warhammer Fantasy y Warhammer 40.000. En ambos casos se trata de una raza belicosa, atrasada y bárbara que arrasa con todo lo que encuentra a su paso, aunque sean originariamente especies distintas.
A diferencia del tipo de reproducción sexual que tienen los orcos de otras sagas, los orkos de Warhammer 40.000 y los de Fantasy se reproducen mediante esporas que surgen de sus cuerpos. 
Su reproducción en algo inusual. De sus esporas no tienen por qué nacer necesariamente orcos (u orkos) sino que se adaptan según las necesidades de la tribu en la vayan a nacer. Por ejemplo, si en esa tribu hay pocos goblins, se convertirán en ellos. De esta forma, las esporas pielesverdes (nombre dado a todos aquellos seres que nazcan de dichas esporas) pueden convertirse en orcos (u orkos), en goblins (o Gretchins, vulgarmente llamados kanijos por los orkos, equivalente a los goblins en 40.000) o en garrapatos (unos seres con aspecto de pelota con boca, ojos, fosas nasales y patas que son usados como montura por los goblins, o como perros guardianes y para transportar cargas por los orkos.)

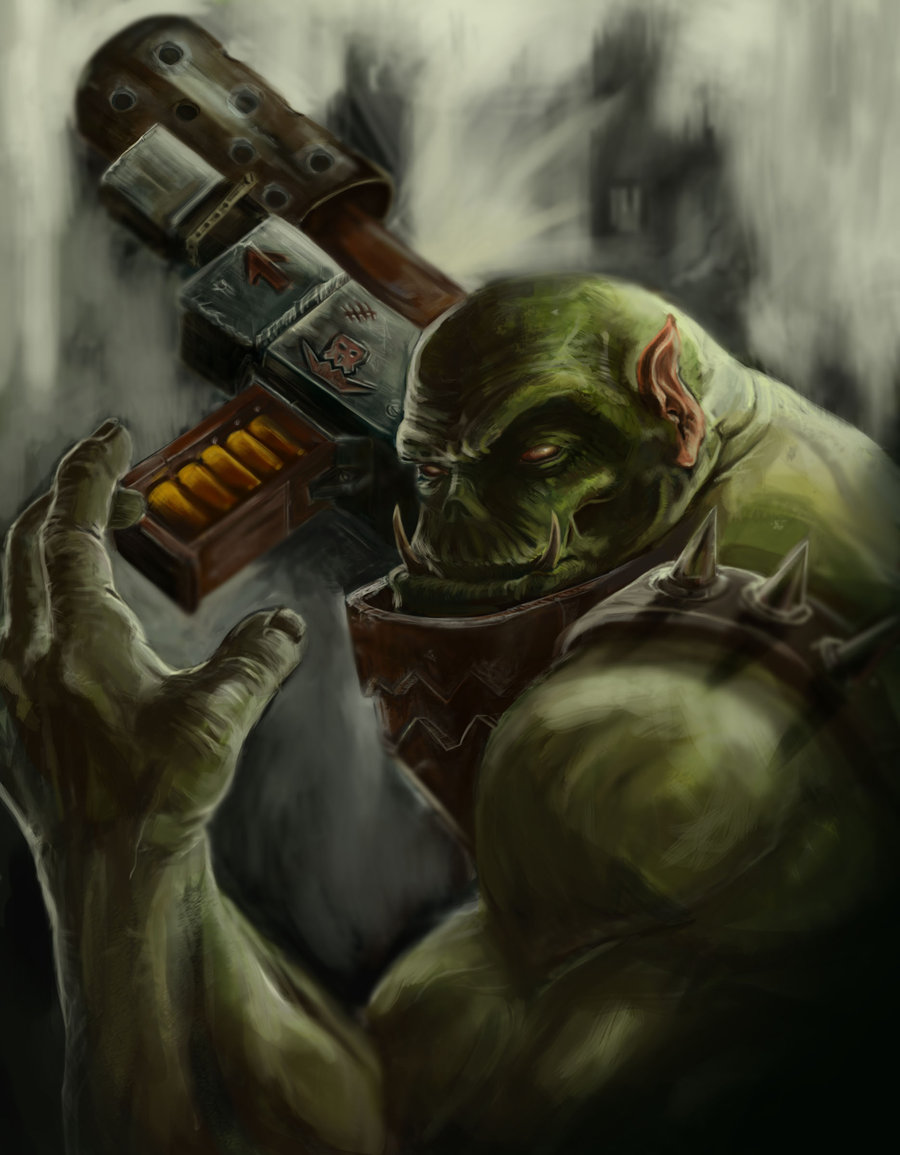
For the Love of Waaagh, ilustración de Morgan Bishop (Warhammer 40.000).

La primera especie, los orcos de Warhammer Fantasy, son similares a lo expuesto anteriormente. Son verdes, fieros, salvajes y sólo piensan en combatir. Las construcciones orcas no destacan por su arquitectura, pero son funcionales y prácticas.
Los segundos, los de Warhammer 40.000, cuyo nombre se escribe «orko» en lugar de «orco», cumplen las características anteriores y además poseen una serie de peculiaridades especiales: son los descendientes creados mediante ingeniería genética de una antigua raza ya extinguida. Ésta, viendo que su fin estaba cerca, creó a la raza orka y le insertó sus genes para que un día estos pudieran devolver la existencia a la raza creadora. Así mismo, dotó a los orkos de un tipo de memoria de especie que permite que entre estos aparezcan técnicos especializados en mecánica y tecnología, lo que les permite manipular aparatos y armas de una complejidad que de otro modo no entenderían. Cuando aparece un dirigente suficientemente carismático y poderoso para unir a todas las tribus, se forma un alud interminable de feroces incursores llamado ¡Waaagh!. Tienen también su propio juego, Gorkamorka. Otra característica de esta raza, es que aunque ellos lo ignoran, son potentes psíquicos ya que por ejemplo pintan sus vehículos de rojo, pues están tan convencidos de que el rojo los hace más rápidos que así sucede. Esto último ha sido demostrado por experimentos realizados por el Imperio del Hombre.
Los orcos suelen usar la Z o la K en vez de la C como en las palabras arqueroz o kaudillo. Usan los huesos de adorno, además de un arma llamada rebanadora. Montan jabalíes, pero no los adiestran para la guerra, simplemente, los montan.

## Orcos enEmpire-Strike
Los orcos aparecen en Empire Strike como una de las razas más importantes. Tiene diferentes poderes entre ellos: 
- Asalto orco. Dependiendo de la cantidad de armas usadas, los orcos pueden realizar un poderoso ataque, llegando a conseguir una bonificación en la batalla de +12% al daño y +2% para conquistar la ciudad.
- Los héroes necesitan la mitad de tropas para no caer en desmotivación.
- El adversario tendrá más dificultad de reclutar los héroes orcos.

## Orcos enBattle for Wesnoth
Los orcos también aparecen en este juego de estrategia por turnos como una de sus razas jugables. Como en los demás universos, aquí los orcos son una raza que solo piensa en pelear y que siempre dejan un rastro de muerte y destrucción por donde sea que pasen, lo cual les trae problemas con otras razas inteligentes.
A diferencia de los orcos de otros universos, los orcos de wesnoth caminan erguidos y no tienen la característica piel verde, siendo esta de un color marrón muy oscuro en su lugar.
En este universo los orcos se reproducen en camadas, en las cuales solo uno o dos crecen hasta tener el tamaño y fuerza máximos de su raza, los que no crecen tanto terminan siendo arqueros y/o asesinos, y los más desafortunados y débiles terminan siendo goblins.
Y en cuanto a los goblins, aquí siguen siendo simples esclavos de sus primos más grandes, sin embargo, los goblins que logran domesticar un lobo para usarlo como montura forman parte del ejército orco y son tratados con cierto respeto.

## Otras apariciones
- En el libro La pequeña Odessa, del escritor Peter Van Olmen, aparecen unos enemigos denominados "Gnorks", similares a unos jabalíes humanoides, que el villano Mabarak ha sacado de un libro mediante magia. Posteriormente se revela que intentó extraer a un ejército de orcos del libro de El señor de los Anillos, pero el conjuro salió mal y se convirtieron en esos engendros.

- Los orcos también hacen aparición como sirvientes de Maléfica en la versión de Walt Disney de La bella durmiente.

- En Argentina, en 2003, Cowboy lanzó exitosamente una colección de stickers llamada Tierras Mágicas que consistían en 9 mundos habitadas por criaturas míticas. Entre estos, los Orcos eran unas de las razas más poderosas junto con los Elfos y Dragones.